# Onthophagus abreui
Onthophagus abreui là một loài bọ cánh cứng trong họ Bọ hung (Scarabaeidae).